# Gemeentelijke begraafplaats Vogelenzang
De gemeentelijke begraafplaats Vogelenzang (Frans: Cimetière communal du Vogelenzang) is een gemeentelijke begraafplaats in de wijk Vogelenzang in de Belgische gemeente Anderlecht in het Brussels Hoofdstedelijk Gewest. De begraafplaats werd officieel ingehuldigd op 31 oktober 1954 en heeft een oppervlakte van 18,8 hectare.

## Geschiedenis
Het eerste kerkhof van Anderlecht bevond zich nabij de Sint-Pieter-en-Sint-Guidokerk. In 1866 werd een nieuw kerkhof met een oppervlakte van 96,5 are ingehuldigd aan de place du Repos, het huidige bospark. Wegens de bevolkingsaangroei werd deze begraafplaats te klein en werd in 1949 begonnen met de bouw van de huidige begraafplaats. Deze werd gebouwd in dezelfde stijl van de omgeving en andere projecten van dat tijdperk.
De begraafplaats heeft ook culturele waarde omdat de beeldhouwwerken uit de oude begraafplaats werden behouden en overgeplaatst zoals het beeldhouwwerk Les Funérailles van Maurice De Korte.
Sinds 2006 is Vogelenzang een multiconfessionele begraafplaats. Dat jaar werden de percelen 49 en 51 in gebruik genomen, zodat joden en moslims er volgens hun eigen tradities begraven kunnen worden.
Op 24 maart 2014 ondertekende het gemeentebestuur het charter Réseau Nature van de vereniging Natagora waarbij het zich engageert voor het ecologisch beheren van de begraafplaats om zo de biodiversiteit te bevorderen. Het werd daarmee de eerste begraafplaats in het Brussels Hoofdstedelijk Gewest die dit engagement aanging.